# Rijeke pravde (koalicija)
Rijeke pravde politička je koalicija hrvatskih lijevo-liberalnih oporbenih političkih stranaka okupljenih oko Socijaldemokratske partije Hrvatske ustrojena pred parlamentarne izbore 2024. Prvotni naziv bio joj je Koalicija za bolju Hrvatsku, a 21. ožujka 2024. godine usvojen je službeni naziv Rijeke pravde nakon najave kandidature Zorana Milanovića za predsjednika Vlade Republike Hrvatske na listi SDP-a. Taj je naziv ujedno i naslov pjesme poznatoga glazbenika Jure Stublića koja se upotrebljava u SDP-ovoj kampanji, a koju je Milanović u najavi citirao. Glavne političke i ekonomske odrednice stranaka koalicije su socijalni liberalizam, socijaldemokracija, zelena politika, progresivizam i proeuropejstvo.
Kao glavni cilj koalicije navedeno je preuzimanje vlasti od Hrvatske demokratske zajednice te borba protiv korupcije, pri čemu je predsjednik čelne stranke i prvotni kandidat za premijera, Peđa Grbin, procijenio da su parlamentarni izbori 2024. godine „najvažniji izbori od 2000. godine” te presudni za „demokraciju i slobodu u Hrvatskoj”. Uz to je izjavio kako koalicija ne postoji isključivo za smjenu vlasti, nego i da kani „promijeniti Hrvatsku” i učiniti je „boljom”.

## Kandidatura za predsjednika Vlade
Koalicija je prvotno za predsjednika Vlade javno kanila kandidirati Peđu Grbina, predsjednika SDP-a, stranke oko koje je koalicija okupljena. Međutim, na tiskovnoj konferenciji u petak, 15. ožujka 2024. godine, kao neovisni je i nestranački kandidat za premijera na izbornoj listi koalicije najavljen Zoran Milanović, koji je u tom trenu obnašao dužnost predsjednika Republike Hrvatske, s planom da nakon pobjede na izborima odstupi s te dužnosti. Grbin je izjavio kako je za odluku Milanovićeve kandidature znalo vrlo malo ljudi, a obaviješteni nisu bili niti pripadnici SDP-a.
Odluku da se Milanović kandidira za premijera osudili su mnogi analitičari i ustavni stručnjaci te kulturna organizacija Matica hrvatska, tvrdeći da je takav potez protuustavan, no drugi su ustavni stručnjaci tvrdili da predsjednik Republike na to ima pravo dok god u Saboru nije potvrđen za premijera. Mišljenje da je odluka ustavna držao je i Grbin, koji je poslao dopis Ustavnom sudu Republike Hrvatske kako bi ustavnost potvrdio. Tadašnji premijer Andrej Plenković Milanovićevu je odluku nazvao „mini državnim udarom”, a protivili su joj se i mnogi drugi članovi vladajuće stranke, HDZ-a.
U ponedjeljak 18. ožujka 2024. godine Ustavni sud je ustvrdio da je Milanovićeva kandidatura „nespojiva” s ustavnim ovlastima predsjednika Republike i trodiobom vlasti. Zoranu Milanoviću i SDP-u naloženo je da se predsjednika prestane isticati kao kandidata na izbornoj listi ili kao kandidata za premijera, uz upozorenje da nastavak takvoga isticanja može dovesti do poništenja raspisanih izbora, kandidacijskih lista ili rezultata parlamentarnih izbora. Milanoviću je kandidatura i sudjelovanje u kampanji dozvoljeno pod uvjetom da podnese ostavku na položaj predsjednika Republike. Protiv odluke bilo je dvoje ustavnih sudaca, a još dvoje ih nije glasalo. Sudci koji su odbili glasati tvrdili su da u odluci Suda postoje „tehničke nejasnoće” vezane uz granice predsjednikova sudjelovanja, a pri odlasku sa sjednice izjavili su: „Nema uvjeta za donošenje odluke”.
U reakciji na odluku Ustavnog suda, Milanović je izjavio kako će svakako „na legalan i pristojan način” postati premijer, ali da neće otkriti način na koji je to naumio postići. Peđa Grbin izjavio je kako je odluka Ustavnoga suda „pokušaj puča” pomoću „iskorištavanja veza” te da „imaju plan C”, ali i da se odluka suda mora i hoće poštovati te da Milanović nadalje neće biti spominjan kao kandidat.

## Sastav
Koaliciju čine stranke:
| Stranka | Stranka                             | Kratica | Politička pozicija                                            | Vođa              | Broj zastupnika u saboru | Članstvo |
| ------- | ----------------------------------- | ------- | ------------------------------------------------------------- | ----------------- | ------------------------ | -------- |
|         | Socijaldemokratska partija Hrvatske | SDP     | socijaldemokracija progresivizam antifašizam proeuropejstvo   | Peđa Grbin        | 13 / 151                 | 2024.    |
|         | Centar                              | Centar  | socijalni liberalizam liberalizam progresivizam sekularizam   | Ivica Puljak      | 1 / 151                  | 2024.    |
|         | Hrvatska seljačka stranka           | HSS     | agrarizam socijalni liberalizam progresivizam zelena politika | Krešo Beljak      | 1 / 151                  | 2024.    |
|         | Stranka s imenom i prezimenom       | IP      | reformizam liberalizam                                        | Dalija Orešković  | 1 / 151                  | 2024.    |
|         | Narodna stranka – Reformisti        | NS-R    | socijalni liberalizam reformizam                              | Radimir Čačić     | 1 / 151                  | 2024.    |
|         | Građansko-liberalni savez           | GLAS    | socijalni liberalizam proeuropejstvo                          | Anka Mrak Taritaš | 1 / 151                  | 2024.    |

Među očekivanim članovima koalicije isprva su se nalazili i Radnička fronta (RF), Fokus te Istarski demokratski sabor (IDS), a potencijalni koalicijski partner bila je i stranka Možemo!, što je izazvalo čuđenje i pobudilo sumnje političkih analitičara. Te su sumnje nastale prije svega zbog ranije izjave Davora Nađija, predsjednika Fokusa, u kojoj se protivio koaliciji s Radničkom frontom, kao i zbog „sukoba” između Ivice Puljaka (Centar) i Dalije Orešković (IP).
Radnička fronta koaliciju je napustila odlukom donesenom u pregovorima. Odlazak iz koalicije je međutim, prema Katarini Peović, bio i očekivana odluka odbora stranke, ponajviše zbog neprihvatljivosti kandidature Zorana Milanovića za predsjednika Vlade, pri čemu su prepreku predstavljale političke razlike, te potencijala naknadne koalicije s desnim strankama.
Planiranu kandidaturu Zorana Milanovića za premijera također je kao razlog napuštanja koalicije naveo i Dalibor Paus, predsjednik Istarskog demokratskog sabora. Pri tome je naveo kako je nužno pobijediti „na pošten i zakonit način”, protiveći se Milanovićevoj kandidaturi za premijera na temelju odluke Ustavnoga suda te zbog „predizbornih radnji koje idu u prilog [isključivo] jednoj stranci”. Slične je pritužbe na kršenje Ustava naveo i Davor Nađi. Fokus je iz tog razloga, kao i zbog „agresije u javnom prostoru i političkog obračuna”, napustio koaliciju, izjavio je Nađi.